# Moisés Orozco
Moisés Orozco (Oxnard, California, Estados Unidos, 6 de febrero de 1992) es un futbolista estadounidense de padres mexicanos que juega como delantero en el Tigres UANL de la Primera División Mexicana. Forma parte de la selección sub-20 de los Estados Unidos

## Clubes
| Club        | País   | Año    |
| ----------- | ------ | ------ |
| Tigres UANL | México | 2011 - |